# Futebol nos Jogos Olímpicos de Verão de 1968
O torneio de futebol nos Jogos Olímpicos de Verão de 1968 foi realizado na Cidade do México e em outras três cidades mexicanas entre 13 e 26 de outubro.

## Masculino
| Ouro | Prata | Bronze |
| Hungria István Básti Antal Dunai Lajos Dunai Ernő Noskó Dezső Novák Károly Fatér László Fazekas István Juhász László Keglovich Lajos Kocsis Iván Menczel László Nagy Miklós Páncsics István Sárközi Lajos Szűcs Zoltán Szarka Miklós Szalay | Bulgária Stoyan Yordanov Atanas Gerov Georgi Hristakiev Milko Gaydarski Kiril Ivkov Ivaylo Georgiev Tsvetan Veselinov Evgeni Yanchovski Petar Zhekov Atanas Mihaylov Asparuh Nikodimov Kiril Stankov Georgi Ivanov Todor Krastev Yancho Dimitrov Ivan Zafirov Mihail Gyonin Georgi Vasilev | Japão Kenzo Yokoyama Hiroshi Katayama Masakatsu Miyamoto Yoshitada Yamaguchi Mitsuo Kamata Ryozo Suzuki Kiyoshi Tomizawa Takaji Mori Aritatsu Ogi Eizo Yuguchi Shigeo Yaegashi Teruki Miyamoto Masashi Watanabe Yasuyuki Kuwahara Kunishige Kamamoto Ikuo Matsumoto Ryuichi Sugiyama Masahiro Hamazaki |

### Primeira fase

#### Grupo A
| Time     | Pts | J | V | E | D | GP | GC | S  |
| -------- | --- | - | - | - | - | -- | -- | -- |
| França   | 4   | 3 | 2 | 0 | 1 | 8  | 4  | 4  |
| México   | 4   | 3 | 2 | 0 | 1 | 6  | 4  | 2  |
| Colômbia | 2   | 3 | 1 | 0 | 2 | 4  | 5  | -1 |
| Guiné    | 2   | 3 | 1 | 0 | 2 | 4  | 9  | -5 |

| 13 de outubro de 1968 |     |          |                  |
| França                | 3–1 | Guiné    | Puebla           |
| México                | 1–0 | Colômbia | Cidade do México |
| 15 de outubro de 1968 |     |          |                  |
| Guiné                 | 3–2 | Colômbia | Puebla           |
| França                | 4–1 | México   | Cidade do México |
| 17 de outubro de 1968 |     |          |                  |
| Colômbia              | 2–1 | França   | Puebla           |
| México                | 4–0 | Guiné    | Cidade do México |

#### Grupo B
| Time    | Pts | J | V | E | D | GP | GC | S  |
| ------- | --- | - | - | - | - | -- | -- | -- |
| Espanha | 5   | 3 | 2 | 1 | 0 | 4  | 0  | 4  |
| Japão   | 4   | 3 | 1 | 2 | 0 | 4  | 2  | 2  |
| Brasil  | 2   | 3 | 0 | 2 | 1 | 4  | 5  | -1 |
| Nigéria | 1   | 3 | 0 | 1 | 2 | 4  | 9  | -5 |

| 14 de outubro de 1968 |     |         |                  |
| Japão                 | 3–1 | Nigéria | Puebla           |
| Espanha               | 1–0 | Brasil  | Cidade do México |
| 16 de outubro de 1968 |     |         |                  |
| Brasil                | 1–1 | Japão   | Puebla           |
| Espanha               | 3–0 | Nigéria | Cidade do México |
| 18 de outubro de 1968 |     |         |                  |
| Brasil                | 3–3 | Nigéria | Puebla           |
| Espanha               | 0–0 | Japão   | Cidade do México |

#### Grupo C
| Time        | Pts | J | V | E | D | GP | GC | S  |
| ----------- | --- | - | - | - | - | -- | -- | -- |
| Hungria     | 5   | 3 | 2 | 1 | 0 | 8  | 2  | 6  |
| Israel      | 4   | 3 | 2 | 0 | 1 | 8  | 6  | 2  |
| Gana        | 2   | 3 | 0 | 2 | 1 | 6  | 8  | -2 |
| El Salvador | 1   | 3 | 0 | 1 | 2 | 2  | 8  | -6 |

| 13 de outubro de 1968 |     |             |             |
| Israel                | 5–3 | Gana        | León        |
| Hungria               | 4–0 | El Salvador | Guadalajara |
| 15 de outubro de 1968 |     |             |             |
| Israel                | 3–1 | El Salvador | León        |
| Hungria               | 2–2 | Gana        | Guadalajara |
| 17 de outubro de 1968 |     |             |             |
| El Salvador           | 1–1 | Gana        | León        |
| Hungria               | 2–0 | Israel      | Guadalajara |

#### Grupo D
| Time           | Pts | J | V | E | D | GP | GC | S   |
| -------------- | --- | - | - | - | - | -- | -- | --- |
| Bulgária       | 5   | 3 | 2 | 1 | 0 | 11 | 3  | 7   |
| Guatemala      | 4   | 3 | 2 | 0 | 1 | 6  | 3  | 3   |
| Checoslováquia | 3   | 3 | 1 | 1 | 1 | 10 | 3  | 7   |
| Tailândia      | 0   | 3 | 0 | 0 | 3 | 1  | 19 | -18 |

| 14 de outubro de 1968 |     |                |             |
| Bulgária              | 7–0 | Tailândia      | León        |
| Guatemala             | 1–0 | Checoslováquia | Guadalajara |
| 16 de outubro de 1968 |     |                |             |
| Guatemala             | 4–1 | Tailândia      | León        |
| Bulgária              | 2–2 | Checoslováquia | Guadalajara |
| 18 de outubro de 1968 |     |                |             |
| Bulgária              | 2–1 | Guatemala      | León        |
| Checoslováquia        | 8–0 | Tailândia      | Guadalajara |

### Quartas de final
| 20 de outubro de 1968 12:00 | México         | 2–0 | Espanha | Estádio Cuauhtémoc, Puebla |
|                             | Morales Pereda |     |         |                            |

| 20 de outubro de 1968 12:00 | Japão                      | 3–1 | França    | Estádio Azteca, Cidade do México |
|                             | Kamamoto Kamamoto Watanabe |     | Tamboueon |                                  |

| 20 de outubro de 1968 12:00 | Bulgária¹  | 1–1 | Israel     | León |
|                             | Hristakiev |     | Faygenbaum |      |

| 20 de outubro de 1968 12:00 | Hungria | 1–0 | Guatemala | Estádio Jalisco, Guadalajara |
|                             | Szucs   |     |           |                              |

¹ Bulgária classificou-se através de sorteio

### Semifinal
| 22 de outubro de 1968 12:00 | Hungria           | 5–0 | Japão | Estádio Azteca, Cidade do México |
|                             | Szucs Szucs Novak |     |       |                                  |

| 22 de outubro de 1968 12:00 | México         | 2–3 | Bulgária                   | Estádio Jalisco, Guadalajara |
|                             | Morales Pulido |     | Zhekov A. Hristov Dimitrov |                              |

### Disputa pelo bronze
| 24 de outubro de 1968 12:00 | Japão             | 2–0 | México | Estádio Azteca, Cidade do México |
|                             | Kamamoto Kamamoto |     |        |                                  |

### Final
| 26 de outubro de 1968 12:00 | Bulgária | 1–4 | Hungria                          | Estádio Azteca, México |
|                             | Dimitrov |     | A. Dunai A. Dunai Menczel Juhasz |                        |